# Ceratostoma foliatum
Ceratostoma foliatum är en snäckart som först beskrevs av Gmelin 1791.  Ceratostoma foliatum ingår i släktet Ceratostoma och familjen purpursnäckor. Inga underarter finns listade i Catalogue of Life.